# 王白
王白，（？—？）辽国官员，冀州人，懂天文，善于算卦，晋升为司天少监，辽太宗入汴梁时得到他。

## 个人经历
應曆十一年（961年）進呈《乙未元曆》，得遼穆宗頒行。
應曆十九年（969年），王子耶律只没因事入狱，其母求他占卜，王白说：“此人当王，未能杀也，毋过忧！”（此人当称王，不会被杀，不用太担心）。辽景宗即位，免了他的罪，封宁王，竟和王白说的一样。凡占卜祸服多如此应验。保宁年间，历彰武、兴国二军节度使。撰百中歌行于世。